# Angel of Crooked Street
Angel of Crooked Street er en amerikansk stumfilm fra 1922 af David Smith.

## Medvirkende
- Alice Calhoun som Jennie Marsh
- Ralph McCullough som Schuyler Sanford
- Scott McKee som McKay
- Rex Hammel som Thurston
- William McCall som Berry
- Nellie Anderson som De Vere
- Martha Mattox som Mrs. Phineas Sandford